# Dasygnathus blattocomes
Dasygnathus blattocomes är en skalbaggsart som beskrevs av Phillip B. Carne 1978. Dasygnathus blattocomes ingår i släktet Dasygnathus och familjen Dynastidae. Inga underarter finns listade i Catalogue of Life.